# Phrynops hilarii
La tortuga sudamericana de arroyo, tortuga de laguna o tortuga campanita (Phrynops hilarii) es una especie de tortuga pleurodira de la familia Chelidae, nativa de l centro-este y noroeste de Argentina, sur de Brasil, Paraguay y Uruguay. 

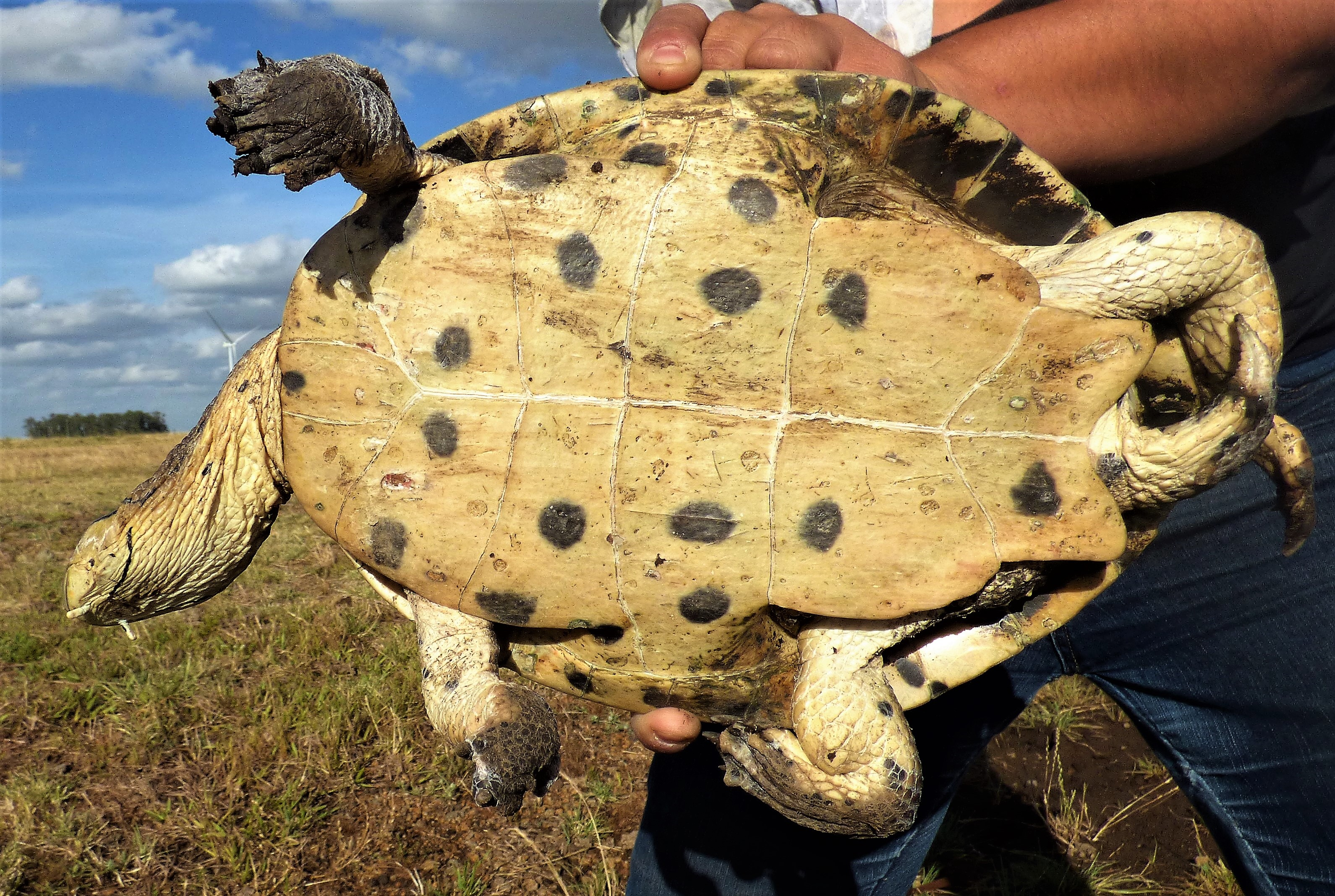
Viente de tortuga campañita en Uruguay.

## Descripción
Phrynops hilarii llega a alcanzar una talla de hasta 40 cm. El caparazón se halla comprimido en su parte dorsal y ventral. Las extremidades están achatadas hacia atrás; además tienen membranas entre los dedos que al extenderse facilitan la natación.

## Comportamiento
Todas las actividades de las tortugas de laguna se llevan a cabo en horas del día; no obstante, en raras ocasiones, generalmente vinculadas con la reproducción, suelen extender su actividad al crepúsculo.
Es de hábitos sociales bien definidos, ya que se une con los otros ejemplares de la población tanto en épocas desfavorables como en las otras.

### Reproducción
La actividad reproductora de la tortuga de laguna se inicia hacia el mes de diciembre, época en que el cortejo, la cópula y la postura de huevos son claramente observables; finaliza hacia febrero, cuando los ejemplares dedican mayor tiempo a otros comportamientos no menos importantes como asolearse y buscar alimentos.
Las tortugas hembras pueden hacer el nido hasta 300 metros lejos de la orilla. Usando alternativamente cada miembro posterior cavan un hoyo elipsoidal de alrededor de nueve centímetros de largo por siete de ancho y aproximadamente once de profundidad. Normalmente desovan alrededor de 16 huevos, conociendose casos de hasta 32 huevos.
El tiempo de gestación de los embriones, incubados dentro del hoyo, es de 70 días si las condiciones son óptimas, pero -como ocurre con la mayoría de los reptiles-, si las características ambientales no son favorables, el nacimiento puede atrasarse significativamente. La cantidad de huevos colocados por las hembras oscila entre cinco y veintidós. Los huevos son blancos, redondos, lisos al tacto; están bien calcificados (su cáscara es dura), son casi esféricos (de unos tres centímetros de diámetro) y pesan entre 15 y 16,5 gramos. Finalmente, cuando todas las condiciones están dadas, nacen las crías, cuyo espaldar mide menos de tres centímetros y medio de largo por casi tres de ancho. De inmediato se dirigen al agua y se refugian durante su primer tiempo de vida entre la vegetación acuática donde se halla el alimento adecuado para su desarrollo -pequeños insectos, caracoles y peces-, y donde además encuentran lugar adecuado para asolearse.

### Alimentación
La tortuga de laguna es carnívora. Se alimenta principalmente de insectos, moluscos, crustáceos, renacuajos, peces, pichones de aves y pequeños mamíferos. Los componentes de su dieta varían de acuerdo con la edad y la estación del año: los jóvenes se alimentan fundamentalmente con insectos, caracoles y renacuajos; los adultos consumen insectos, peces, pichones de aves y pequeños mamíferos. El tamaño de la presa y su dieta cambian a medida que crecen, cuando también aumenta su voracidad. Su período de alimentación se desarrolla, en general, entre septiembre y abril, y su tiempo de ayuno, que dura aproximadamente seis meses, está relacionado con la estación fría. En ciertas ocasiones, algunas tortugas no prueban alimentos por períodos de hasta más de un año.
Sus principales depredadores son reptiles (como el yacaré) y aves (como las cigüeñas), que comen huevos y ejemplares juveniles.

## Hábitat

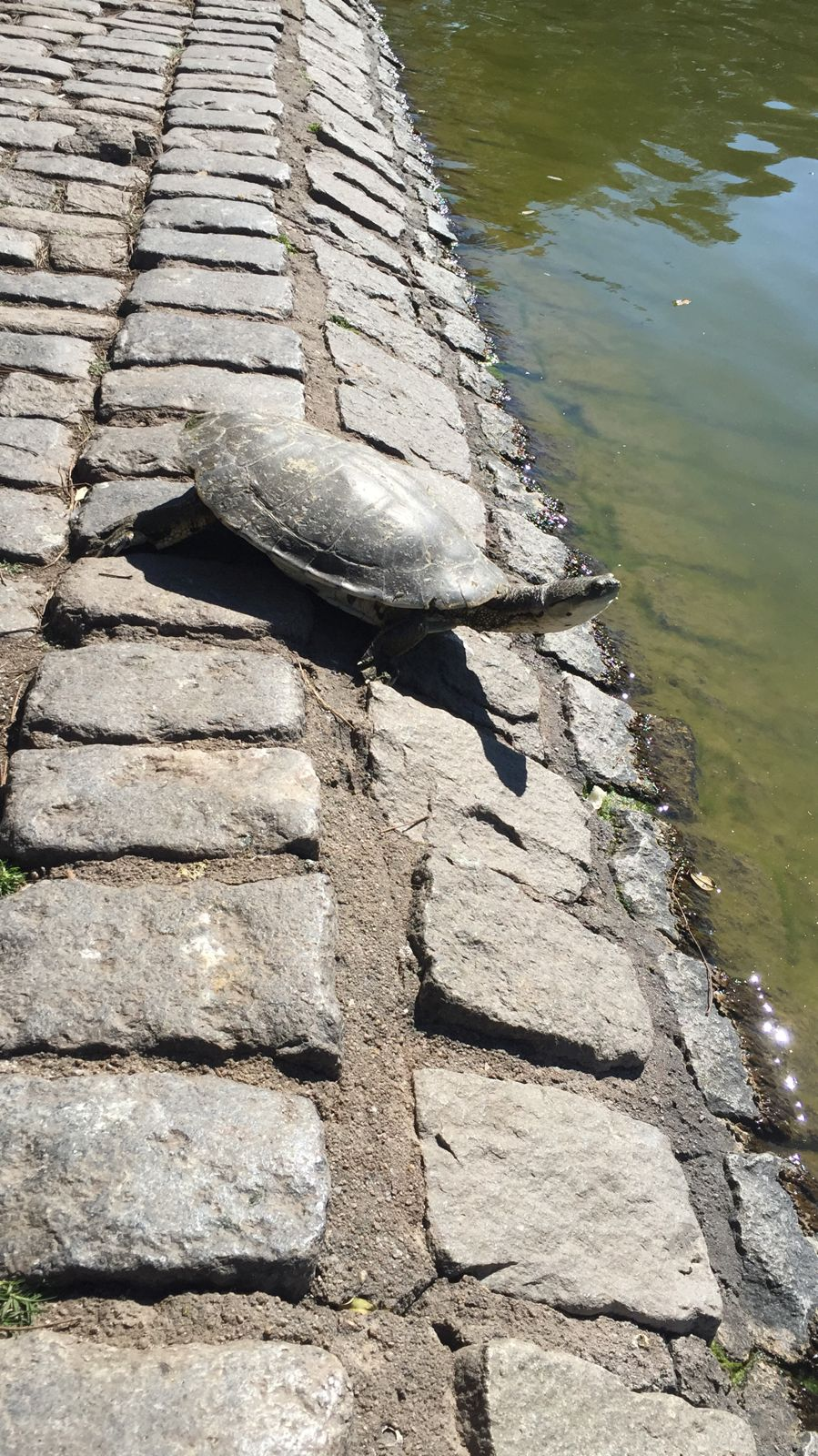
Tortuga en Parque Centenario, Buenos Aires, Argentina

El hábitat natural de estos animales se encuentra en las lagunas y lagos que son de aguas tranquilas con abundante vegetación desde el nivel del mar a 400 metros de altitud. 

### Distribución
P. hilarii se encuentra desde el sur de Brasil (Santa Catarina y Rio Grande do Sul) hasta Uruguay y Argentina, y posiblemente también en Paraguay y Bolivia.

### Recinto de cautiverio
Éste no tiene que ser un espacio pequeño, ya que les genera un estrés excesivo y se pueden enfermar y morir. Los acuarios que se pueden armar con peceras tienen que tener un tamaño de alrededor de 10 veces el tamaño del animal, lleno de agua, y siempre con un lugar para que puedan estar en reposo sin tocar el agua y puedan asolearse, o si no están en un lugar que les llegue el sol, puede éste ser reemplazado por una luz artificial, que puede ser una simple bombita de 100 W o mejor un tubo o bombita de luz solar artificial que se venden en las tiendas de acuarios o pet-shops. Para que tengan un lugar acorde a ellas es preferible que se lo ambiente con algunas plantas para que se puedan refugiar y que no les genere estrés al estar en un sitio tan despoblado. El agua no tiene que estar 100% limpia, es más, algunas personas para no tener que poner tantas plantas, le ponen un poco de lodo para que el agua no esté tan cristalina y que se sientan más cómodas, como si estuviesen en su hábitat natural. Esto en algunos casos es difícil, ya que es feo para la vista y además tienen otros animales en ese acuario, y es mejor que el agua esté limpia. Para mantenerla limpia es igual que para cualquier otra pecera, y basta con poner un aireador o filtro para que el agua se mantenga en un buen estado.